# Delta unguiculatum
Delta unguiculatum är en stekelart som först beskrevs av Charles Joseph de Villers 1789.  Delta unguiculatum ingår i släktet Delta och familjen Eumenidae.

## Underarter
Arten delas in i följande underarter:
- D. u. aschabadense
- D. u. libanense
- D. u. mauritanicum
- D. u. sporadense